# Марія Шелл
Марія Маргарете Анна Шелл (нім. Maria Margarete Anna Schell; 15 січня 1926, Відень — 26 квітня 2005, Прайтенег, Каринтія) — швейцарська акторка та письменниця австрійського походження, суперзірка німецькомовного кінематографу 1950-1960-х рр. Автобіографка.

## Біографія
Марія Шелл — донька швейцарського письменника Германа Фердінанда Шелла (1900–1972) і віденської акторки Маргарете Ное фон Нордберг (1905–1995). Разом зі своїми братами Максиміліаном і Карлом та сестрою Іммі Марія виховувалася в Австрії, а після аншлюсу сім'я Шеллів у 1938 році залишила країну, переселившись до Цюриху.
У 1942 році Марія покинула своє навчання комерційній справі, коли її акторський талант помітив режисер Зігфріт Штайнер і вона отримала роль у фільмі «Каменоломня» (нім. Steibruch) за участю Генріха Гретлера. Шелл, яка тоді ще носила ім'я Грітлі та не мала професійної освіти, стала вивчати акторську майстерність і отримала від низки театрів пропозиції роботи. У 1948 році акторка знову звернула увагу на кінематограф.
Першу головну роль Марія Шелл виконала у стрічці «Ангел з сурмою» (1949).
Фільм Гельмута Койтнера «Останній міст» приніс Марії Шелл у 1954 році гран-прі Міжнародного кінофестивалю в Каннах за найкращу жіночу роль. У тому ж році акторка була нагороджена кубком Вольпі на Венеційському кінофестивалі за головну роль пралі у стрічці «Жервеза», що номінувалася також на премію «Оскар» як найкращий фільм іноземною мовою. У холі готелю в Голлівуді, де Марія Шелл знаходилася з нагоди нагородження, вона познайомилася з Юлом Бріннером, який запропонував їй роль Грушеньки в екранізації «Братів Карамазових».
Марія Шелл також знімалася з Гері Купером і Гленном Фордом. У 1960-х роках Шелл повернулася на театральну сцену, а також працювала на телебаченні.
У 1991 році спроба суїциду Марії Шелл опинилася в центрі уваги багатьох друкованих видань. У 1994–1995 році Шелл грала в телевізійній сазі «Клан Анни Фосс», який став однією з її останніх телевізійних робіт. Останні роки Марія Шелл провела на самоті у рідній домівці в Каринтії. Востаннє Шелл з'явилася на екранах у 1996 році в телевізійному кримінальному серіалі «Місце злочину» (нім. Tatort). У 2002 році брат Марії Максиміліан Шелл зняв про неї документальний фільм «Моя сестра Марія».
З 1957 по 1965 рр. Марія Шелл була одружена з режисером Хорстом Хехлером, а з 1966 по 1986 р. — з режисером Файтом Реліном. У першому шлюбі Марія Шелл народила сина Олівера, а в другому — доньку Марі-Терез (Марі-Терез Релін), яка також стала акторкою.

## Обрана фільмографія
| Рік  |    | Українська назва         | Оригінальна назва                | Роль                          |
| ---- | -- | ------------------------ | -------------------------------- | ----------------------------- |
| 1951 | ф  | Доктор Голл              | Dr. Holl                         |                               |
| 1952 | ф  | Той, що залишився у тіні | Magic Box, The                   | Гелена Фрізе-Ґрін             |
| 1952 | ф  | Так мало часу            | So Little Time                   |                               |
| 1953 | ф  | Щоденник коханця         | Tagebuch einer Verliebten        |                               |
| 1953 | ф  | Доти ти зі мною          | Solange Du da bist               | Ева Бергер                    |
| 1953 | ф  | Останній міст            | Die letzte Brücke                | Хельга Райнбек (головна роль) |
| 1955 | ф  | Пацюки                   | Die Ratten                       | Пауліна Карка                 |
| 1955 | ф  | Наполеон                 | Napoléon                         | Марія-Луїза Австрійська       |
| 1956 | ф  | Жервеза                  | Gervaise                         | Жервеза (головна роль)        |
| 1957 | ф  | Білі ночі                | Le Notti bianche                 | Наталія                       |
| 1958 | ф  | Брати Карамазови         | The Brothers Karamazov           | Грушенька                     |
| 1958 | ф  | Життя                    | Une vie                          | Жанна Ле Пертюї де Во         |
| 1959 | ф  | Дерево для повішених     | The Hanging Tree                 | Елізабет Малер                |
| 1960 | ф  | Ніночка                  | Ninotchka                        | Ніночка (головна роль)        |
| 1960 | ф  | Сімаррон                 | Cimarron                         | Сабра                         |
| 1963 | ф  | Вбивця знає ноти         | L'assassin connaît la musique... | головна роль                  |
| 1969 | ф  | 99 жінок                 | Der Heiße Tod                    |                               |
| 1969 | ф  | Диявола за хвіст         | Le Diable par la queue           | Жанна (головна роль)          |
| 1969 | ф  | Провокація               | La Provocation                   |                               |
| 1969 | ф  | Ніч кривавого монстра    | El proceso de las brujas         |                               |
| 1970 | ф  | Кривавий суддя           | Il trono di fuoco                | Мати Роза                     |
| 1974 | ф  | Досьє ОДЕССА             | The Odessa File                  | фрау Міллер                   |
| 1976 | ф  | Подорож проклятих        | Voyage of the Damned             | Місіс Гаузер                  |
| 1976 | ф  | Деррік                   | Derrick — Yellow He              |                               |
| 1978 | ф  | Супермен                 | Superman                         | Вонд-Ах                       |
| 1979 | ф  | Перша полька             | Die Erste Polka                  |                               |
| 1982 | тф | Усередині Третього Рейху | Inside the Third Reich           |                               |
| 1982 | ф  | Перехожа із Сан-Сусі     | La Passante du Sans-Souci        | Анна Гельвіґ                  |
| 1984 | ф  | Король Дроздовик         | King Thrushbeard                 | Королева                      |
| 1984 | тф | Самсон і Даліла          | Samson and Delilah               | дебора                        |
| 1985 | ф  | 1919                     | Nineteen Nineteen                | Софі Рубін (головна роль)     |